# 9115 Battisti
9115 Battisti (1997 DG) là một tiểu hành tinh vành đai chính được phát hiện ngày 27 tháng 2 năm 1997 bởi P. Sicoli và F. Manca ở Sormano.
The asteroid is named in memory thuộc Lucio Battisti, Ý singer và songwriter considered to be one of the best và most influential musicians và authors in Italian pop/rock music history.